# Керролл (округ, Арканзас)
Шаблон:StateAbbr_ 36°22′05″ пн. ш. 93°29′47″ зх. д. / 36.368055555556° пн. ш. 93.496388888889° зх. д.
Округ Керролл (англ. Carroll County) — округ (графство) у штаті Арканзас. Ідентифікатор округу 05015.

## Історія
Округ утворений 1833 року.

## Демографія
За даними перепису
2000 року
загальне населення округу становило 25357 осіб, зокрема міського населення було 7060, а сільського — 18297.
Серед мешканців округу чоловіків було 12511, а жінок — 12846. В окрузі було 10189 домогосподарств, 7107 родин, які мешкали в 11828 будинках.
Середній розмір родини становив 2,93.
Віковий розподіл населення поданий у таблиці:
| Стать    | До 15 років | 15-21 | 22-29 | 30-39 | 40-49 | 50-65 | 65-85 | Понад 85 |
| -------- | ----------- | ----- | ----- | ----- | ----- | ----- | ----- | -------- |
| Чоловіки | 2540        | 1202  | 1157  | 1737  | 1827  | 2301  | 1594  | 153      |
| Жінки    | 2455        | 1101  | 1111  | 1603  | 1907  | 2403  | 1965  | 301      |

## Суміжні округи
- Стоун, Міссурі — північ
- Тейні, Міссурі — північний схід
- Бун — схід
- Ньютон — південний схід
- Медісон — південь
- Бентон — захід
- Баррі, Міссурі — північний захід

## Виноски
1. ↑  U.S. Decennial Census. United States Census Bureau. Архів оригіналу за 26 лютого 2013. Процитовано 25 серпня 2015.
2. ↑  Historical Census Browser. University of Virginia Library. Архів оригіналу за 11 Серпня 2012. Процитовано 25 серпня 2015.
3. ↑  Forstall, Richard L., ред. (27 березня 1995). Population of Counties by Decennial Census: 1900 to 1990. United States Census Bureau. Архів оригіналу за 24 Вересня 2015. Процитовано 25 серпня 2015.
4. ↑  Census 2000 PHC-T-4. Ranking Tables for Counties: 1990 and 2000 (PDF). United States Census Bureau. 2 квітня 2001. Архів оригіналу (PDF) за 18 Грудня 2014. Процитовано 25 серпня 2015.
5. ↑  State & County QuickFacts. United States Census Bureau. Архів оригіналу за 8 липня 2011. Процитовано 20 травня 2014.(англ.) Наведено за англійською вікіпедією.
6. ↑  American FactFinder. Бюро перепису населення США. Архів оригіналу за 29 липня 2011. Процитовано 31 січня 2008.

| США | Це незавершена стаття з географії США. Ви можете допомогти проєкту, виправивши або дописавши її. |